# Витебская старина
«Витебская старина» ― сборник документов по истории Витебщины XI—XIX веков, собранных историком и краеведом статским советником Алексеем Парфёновичем Сапуновым.

## История создания сборника
Учитель витебской гимназии, а позже служащий Витебского архива древних актов Алексей Парфёнович Сапунов, участник создания Витебской учёной архивной комиссии (1909) и Витебского церковно-археологического музея (1893), всю свою творческую жизнь посвятил Витебщине. Основная его работа ― сборник документов «Витебская старина».
Исторических материалов у Сапунова набралось на 6 томов, но вышли только 3 тома.

## Содержание сборника
Первый том, вышедший в 1883 году, содержит документы исключительно о Витебске: отрывки из летописей, инвентари города, договоры, грамоты, привилеи города и витебских князей, Витебская летопись Панцырного-Аверки, статистические сведения о жителях города, документы Троицкого Маркова монастыря, списки витебских воевод и каштелянов, православных и униатских епископов, указы правительства Российской империи, касающиеся Витебска и Витебской губернии, евреев, живших там, документы о Витебском восстании 1623 года и Отечественной войне 1812 года и др.
В 4-м томе (в 2-х частях, 1885) опубликованы документы о событиях на Витебщине во время Ливонской и русско-польской (1654—1667) войн.
В 5-м томе (1888) помещены материалы по истории Полоцкой епархии, упразднении униатской церкви.
2-й и 3-й тома не вышли. В них Сапуновым предполагалось включить материалы по истории остальных городов Витебской губернии, весь 6-й том должен был составлять большой очерк о Витебской губернии с указателями и приложениями.
Вышедшие тома хорошо иллюстрированы рисунками памятников архитектуры, картами, портретами исторических лиц, причастных к истории Витебщины. Большинство документов было опубликовано впервые, оригиналы многих к настоящему времени не сохранились.
В 1911—1916 годах в Витебске выходил сборник архивных документов «Полоцко-Витебская старина» (до 1910 года — «Труды Витебской учёной архивной комиссии»), издаваемый Витебской учёной архивной комиссией.